# Olivia Rodrigo
Olivia Rodrigo (n. 20 februarie 2003, Murrieta⁠(d), California, SUA) este o actriță și cântăreață americană. Ea este cel mai bine cunoscută pentru rolurile ei în serialul de pe Disney Channel, Bizaardvark, și în documentarul fictiv High School Musical: The Musical: The Series de pe Disney+.
În 2020 a semnat un contract cu Interscope și Geffen Records. În 2021 aceasta își face debutul cu single-ul "Drivers License", ce a ajuns în diferite topuri. A fost urmat de single-urile de succes "Deja Vu" și "Good 4 U", ce au culminat în lansarea albumului de debut a Oliviei, Sour, în data de 21 mai, 2021.

## Biografie
Olivia Isabel Rodrigo s-a născut în California la 20 februarie 2003. La vârsta de șase ani a început să ia lecții de actorie și canto. De asemenea, a început să joace în producții teatrale la Școala Elementară "Lisa J.Mails" și Școala Gimnazială "Dorothy McElhinney". După primirea rolului principal din serialul Bizaardvark s-a mutat în Los Angeles.

## Carieră
Prima apariție a lui Rodrigo pe ecran, a fost într-o reclamă comercială la Old Navy. La scurt timp în 2015 a portretizat-o pe Grace Thomas în filmul An American Girl:Grace Stirs Up Succes. În perioada 2016-2019 a interpretat-o pe Paige Olvera în serialul marca Disney Channel: Bizaardvark, care i-a adus popularitatea. În februarie 2019 a primit rolul lui Nini Salazar-Roberts în serialul High School Musical: The Musical: The Series, difuzat pe Disney+. A debutat pe plan muzical cu piesa "Drivers License", pe 8 ianuarie 2021. Din ianuarie 2021 Rodrigo are mai mult de 15 milioane de ascultători pe Spotify.

## Viața personală
Rodrigo a fost într-o relație cu co-starul Bizaardvark, Ethan Wacker, din 2018 până în 2019. Are origini filipineze din partea tatălui și germanice din partea mamei .În prezent locuiește în Los Angeles.

## Filmografie
| Ani          | Titlu                                        | Roluri                  | Note               |
| ------------ | -------------------------------------------- | ----------------------- | ------------------ |
| 2015         | Un pic de magie în bucătărie                 | Grace Thomas            | Film direct-pe-DVD |
| 2016–2019    | Bizaardvark                                  | Paige Olvera            | Rol principal      |
| 2017         | Fata nouă                                    | Terrinea                | Rol principal      |
| 2019-prezent | High School Musical: The Musical: The Series | Nini Salazar-Roberts    | Rol principal      |
| 2021         | Saturday Night Live                          | Rolul propriei persoane | Invitat muzical;   |